# 控え壁

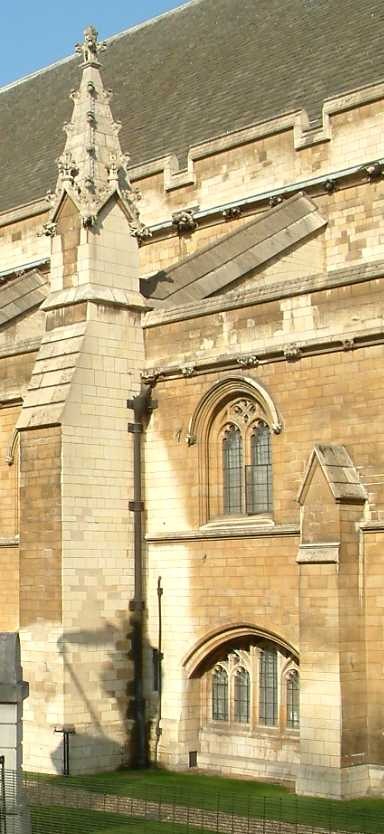
ウェストミンスター寺院にある控え壁の例（後ろに隠れて見えているのが飛び梁）

控え壁（ひかえかべ）またはバットレス (Buttress) は、建築構造の一つであり、建物本体を構成する主壁に対して直角方向に突き出した補助的な壁を作ることで、適切な支柱を持たない屋根の重量によって主壁に生じる横荷重を受け止めて、主壁を支持・補強する役割を果たす。
このような構造は主に古い時代のヨーロッパなどの組積造建物に多く見られ、模様などの彫刻と共に独特の外観を生み出している。

## 歴史

### 古代
ローマ時代の建築物はヴォールトが広い場合にはその推力を支持するために隔壁が設けられ、廊下が区切られた平面構造となっていたので、控え壁が目立つことはなかった。一方、ローマ時代の浴場建築（例: ローマ浴場のテピダリウム）では、隔壁が背の高いアーチ形天井の高さまで開いており、上部が柱頭のような装飾を持ち、壁龕（へきがん）状となっている控え壁の例が見られる。
明確にアーチによる荷重を受ける目的で控え壁を駆使するようになった例はビザンティン建築に見られる。コンスタンチノープル（現イスタンブール）のアヤソフィア大聖堂では、ドームに切石の大アーチを架けており、壁の補強として建物内外に控え壁が設けられている。

### 中世以降
初期ロマネスク様式の教会では、控え壁は壁面を分節し、外部を飾るためだけに使用された単純で直線的な柱状の構造であった。時代が下り、教会堂内部の天井にヴォールト構造が取り入れられるようになると、控え壁が複数の段を持ち、上部と下部で厚さに変化が付けられるようになる。
12世紀に入り、リブ・ヴォールトが導入され、それが身廊にも適用されるようになると、控え壁は教会建築における必須の要素となった。時代と共に教会堂の天井高と幅は広がり、増大するヴォールトからの横荷重を受け止めるために、控え壁も幅が広がり厚く強固になったが、控え壁が内部への採光を阻害することや審美的な観点から、控え壁の上部は力学的に必要な斜方向の支えだけを残し、外壁に対して空中で架けられた「飛び梁」（フライング・バットレス）を生み出した。この飛び梁はゴシック時代の教会堂の大規模化を実現する上で重要な発明となった。ゴシック期以降の控え壁には、頂上部分の小尖塔やガーゴイルなど、さまざまな装飾が施されている。

## 現代日本における控え壁について
JIS規格に基づいた補強コンクリートブロック製の塀を建造するにあたり、高さが1.2メートルを超える場合には横幅3.4メートル以内ごとに控え壁を設けることが建築基準法施行令第62条第8項第5号の規定で義務付けられている。